# كأس ديفيز 2012
كأس ديفيز 2012 (بالإنجليزية: 2012 Davis Cup)‏ هو الموسم 101 من  كأس ديفيز. أقيم خلال الفترة 10 فبراير 2012 وحتى 18 نوفمبر 2012، وفاز فيه منتخب التشيك لكأس ديفيز.